# Звездопад (песня)
«Звездопад» — песня российского хип-хоп-исполнителя Тимати, выпущенная 16 октября 2020 года на лейбле Timati.

## Музыкальное видео
В день выхода сингла последовал выход музыкального видеоклипа, в съёмках которого приняли участие Егор Крид, ST, Slava Marlow, Моргенштерн, Guf и Джиган. Музыкальное видео начинается со скетча, где Тимати предлагает Егору Криду скопировать клип DJ Khaled и Дрейка на песню «Popstar», роль которых в клипе играл Джастин Бибер. В клипе роль Тимати исполняется Егором Кридом.
8 октября 2020 года Егор Крид прокомментировал новость о том, что Тимати станет героем нового сезона шоу «Холостяк» на телеканале ТНТ. Он написал, что Тимати в последнее время всё повторяет за ним. Впоследствии перепалок в интернете, Тимати вызвал Крида «один на один в пятницу» (16 октября), а Джиган будет вести эфир и комментировать происходящее.

## Чарты
| Чарт (2020)                | Высшая позиция |
| -------------------------- | -------------- |
| Мир (Яндекс.Музыка)        | 13             |
| Россия (Яндекс.Музыка)     | 13             |
| Латвия (Spotify)           | 51             |
| Беларусь (YouTube Music)   | 1              |
| Россия (YouTube Music)     | 1              |
| Казахстан (YouTube Music)  | 2              |
| Латвия (YouTube Music)     | 2              |
| Украина (YouTube Music)    | 2              |
| Эстония (YouTube Music)    | 2              |
| Молдова (YouTube Music)    | 4              |
| Армения (YouTube Music)    | 12             |
| Азербайджан (iTunes)       | 1              |
| Казахстан (iTunes)         | 2              |
| Молдова (iTunes)           | 3              |
| Украина (iTunes)           | 3              |
| Латвия (iTunes)            | 45             |
| Беларусь (iTunes)          | 58             |
| Турция (iTunes)            | 156            |
| Нидерланды (iTunes)        | 194            |
| Туркменистан (Apple Music) | 1              |
| Таджикистан (Apple Music)  | 1              |
| Молдова (Apple Music)      | 3              |
| Узбекистан (Apple Music)   | 4              |
| Эстония (Apple Music)      | 4              |
| Латвия (Apple Music)       | 4              |
| Украина (Apple Music)      | 4              |
| Армения (Apple Music)      | 4              |
| Кыргызстан (Apple Music)   | 5              |
| Азербайджан (Apple Music)  | 6              |
| Казахстан (Apple Music)    | 8              |
| Беларусь (Apple Music)     | 11             |
| Литва (Apple Music)        | 12             |
| Польша (Apple Music)       | 62             |
| Кипр (Apple Music)         | 64             |
| Болгария (Apple Music)     | 111            |
| Финляндия (Apple Music)    | 356            |